# محمد یگانه (موسیقی‌دان)
محمد یگانه (زاده ۱۳۳۰ در قوچان) نوازنده، شاهنامه‌خوان موسیقیدان مقامی ایرانی است. وی فرزند محمد حسین یگانه استاد موسیقی خراسانی است.

## پیشینه
دوتارنوازی و بخشی‌گری در خاندان «یگانه» قدمتی بسیار دارد..
اولین استاد محمد یگانه پدرش بود. او نزد پدر مقامها و روایت‌ها را به خوبی فرا گرفت و بعدها نزد استادان بزرگی مثل مرحوم «اسماعیل ستارزاده»، «رحیم‌خان بخشی»، «غلامحسین بخشی جعفرآبادی»، «خان‌محمد قیطاغی» و «عوض بخشی» به تکمیل دانسته‌های خود پرداخت و با زبان کرمانجی و راز و رمزها و تکنیک‌های دوتارنوازی آشنا شد.
محمد یگانه روایت گری را هسته اصلی موسیقی مقامی خراسان می‌داند، او داستان‌های شرح و رشادت‌های جوان‌های غیور خراسانی یا شرح عاشقی آنها را که در قالب مقام (مقام الله مزار، مقام لو، تورغه…) هستند را در اجراهای خود داشته‌است.

## آثار و جوایز
از جمله آثار استاد محمد یگانه در واحد موسیقی مرکز خراسان می‌توان به مقام‌های «الله مزار»، «ارمان ارمان»، «علی سلطان عشق» و «زارنجی» اشاره کرد.
او در دوره‌های متعددی از جشنواره موسیقی فجر حضور داشت و در سال‌های ۶۷ و ۶۸ به عنوان بهترین گروه موسیقی مقام اول را کسب کرد و همچنین در سال ۱۳۸۳ به عنوان «هنرمند ملی» معرفی شد.
یگانه به عنوان نماینده موسیقی ایران در جشنواره‌های بین‌المللی نیز حضور و در کشورهای متعددی اجرای کنسرت داشته‌است. یکی از شاخص‌ترین بخش‌های موسیقی یگانه، شاهنامه‌خوانی با دوتار براساس موسیقی مقامی شمال خراسان است.